# 可足渾皇后 (慕容儁)
可足渾皇后（?—386年前），十六国时期，前燕景昭帝慕容儁的皇后。生子慕容暐。

## 皇后
元玺二年（353年）二月十七，慕容儁立可足渾氏为皇后，慕容瞱为皇太子。元玺五年（356年）七月十二，慕容瞱去世，慕容儁再以她儿子慕容暐为皇太子。光寿二年（358年），出身段部鲜卑的吴王慕容垂王妃段氏，自恃贵族，看不起可足渾皇后，可足渾皇后大怒，指使宦官中常侍涅浩指控段氏以巫蛊诅咒。段氏被捕，死于狱中。
慕容垂再娶段氏之妹为吴王妃，後可足渾氏废黜了段氏，改以她的妹妹长安君作吴王妃，具体时间不明。慕容垂虽不敢拒绝，但表现得十分不悦，可足渾氏更加讨厌慕容垂。

## 皇太后
光寿四年（360年）正月廿一，慕容儁去世，太子慕容暐即位，改元建熙。二月，尊母亲可足渾皇后为皇太后。可足渾太后开始干预朝政，当时，在慕容儁的叔叔上庸王慕容评和大将慕輿根的协助下，慕容儁的弟弟太原王慕容恪执政。慕輿根想独揽大权，劝慕容恪夺位称帝，慕容恪当即拒绝。慕輿根又向可足渾太后诬告慕容恪和慕容评意图谋反。太后相信了慕輿根，准备命他缉捕二王，但皇帝慕容暐不相信，从而终止了这项行动。不久慕容恪得知此事，便处死了慕輿根。
建熙八年（367年）五月壬辰，慕容恪去世。可足渾太后、慕容评信任腐败的官员，使慕容儁、慕容恪兄弟建立的前燕帝国元气大伤。稍后东晋大将桓温北伐前燕，慕容暐之兄乐安王慕容臧战败。慕容暐向前秦苻坚求救，同时准备放弃中原，逃回故都和龍（今辽宁锦州）。慕容垂劝阻了慕容暐，并自愿与桓温一战。不久，慕容垂联合前秦苟池的援军，几乎全歼桓温的军队，前燕幸免于难。
然而，可足渾太后依旧怨恨慕容垂，拒绝向慕容垂和他的军队给予赏赐，并想处死慕容垂。慕容垂听说后，逃亡龙城未遂，叛国投靠前秦苻坚，被苻坚封为冠军将军。

## 身后
建興元年（386年），慕容垂自称后燕皇帝，以可足渾太后倾覆社稷为由将其追废，改由没有儿子的段昭仪配享慕容儁。